# Северо-западный регион развития Румынии
Северо-западный регион развития Румынии (рум. Regiunea de dezvoltare Nord-Vest) — один из регионов развития Румынии. Не является административной единицей, был создан в 1998 году для лучшей координации местного развития в процессе вступления Румынии в Европейский союз.

## Состав
В состав СЗРР входят жудецы:
- Бихор
- Бистрица-Нэсэуд
- Клуж
- Марамуреш
- Сату-Маре
- Сэлаж

## Население
По состоянию на 2004 год, в регионе проживало 2 740 064 человека. Плотность населения составила 80,21 чел./км², что меньше среднего уровня по стране (91,3 чел./км²). 48,77 % (1 336 425 человек) населения составляют мужчины, 51,23 % (1 403 639 человек) — женщины. Регион является одним из наиболее мультинациональных, национальные меньшинства составляют 25 % населения.

## Экономика
Основу экономики Северо-западного региона составляет сельское хозяйство, в котором занято 46 % населения. В административных центрах жудецов действуют предприятия лёгкой и пищевой промышленности.

## Транспорт
Через регион проходят 5 европейских дорог E60, E81, E79, E671 и E58. Также ведётся строительство автострады A3, которая пройдёт через жудецы Клуж, Сэлаж и Бихор.
В регионе расположены 4 аэропорта — Клуж-Напока, Орадеа, Сату-Маре и Байя-Маре. Аэропорты Клуж-Напока, Орадеа и Байя-Маре имеют статус международных, а аэропорт Сату-Маре используется для обслуживания только внутренних перевозок.